# Fe del Mundo
Fe del Mundo nata Fé Primitiva del Mundo y Villanueva (Intramuros, 27 novembre 1911 – Quezon City, 6 agosto 2011) è stata una pediatra filippina.
Fondò il primo ospedale pediatrico delle Filippine ed è nota per aver dato forma al moderno sistema sanitario infantile filippino. Il suo apporto pionieristico alla pediatria nelle Filippine durante la pratica medica attiva ha attraversato otto decenni. Ottenne riconoscimenti internazionali, tra cui il Ramon Magsaysay Award for Public Service nel 1977. Nel 1980 riceve il grado e il titolo di Scienziato Nazionale delle Filippine e, nel 2010, le viene conferito l'Ordine di Lakandula. È stata la prima presidentessa donna della Philippine Pediatric Society e la prima donna ad essere nominata Scienziata Nazionale delle Filippine nel 1980. È stata anche fondatrice e prima presidentessa della Philippine Pediatric Society, prima asiatica ad essere eletta presidentessa della Philippine Medical Association nei suoi 65 anni di esistenza e prima asiatica ad essere votata presidentessa della Medical Woman's International Association.

## Biografia

### Infanzia e formazione
Fe del Mundo nacque al 120 di Cabildo Street nel distretto di Intramuros, Manila, il 27 novembre 1911. Figlia di Bernardo del Mundo e Paz (nata Villanueva; morta nel 1925), trascorse l'infanzia nella casa di famiglia, di fronte alla Cattedrale di Manila. Il padre Bernardo era un importante avvocato di Marinduque e prestò servizio nell'Assemblea filippina per un mandato, rappresentando la provincia di Tayabas. Tre dei suoi otto fratelli morirono durante l'infanzia, mentre una sorella maggiore morì di appendicite all'età di 11 anni. La morte della sorella minore Elisa, che aveva reso noto il suo desiderio di diventare medico per curare i poveri, ispirò la del Mundo a intraprendere la carriera in medicina.
Nel 1926 Fe del Mundo si iscrisse all'UP College of Medicine, nel campus dell'Università delle Filippine a Manila. Si laureò in medicina nel 1933 e fu nominata valedictorian di classe. Superò l'esame della commissione medica nello stesso anno, classificandosi terza tra gli esaminandi. La sua esposizione a varie condizioni di salute che affliggono i bambini delle province, in particolare a Marinduque, mentre frequentava la facoltà di medicina la portò a scegliere pediatria come specializzazione.

### Studi post laurea
Dopo essersi laureata presso l'UPM, il presidente Manuel Quezon si offrì di pagare per la sua formazione successiva, in un campo medico a sua scelta e in una qualsiasi scuola degli Stati Uniti. Alcune fonti sostengono che la Del Mundo sia stata la prima studentessa donna della Harvard Medical School, la prima donna iscritta a pediatria presso la scuola o la prima studentessa asiatica. Tuttavia, secondo un archivista del Centro per la Storia della Medicina di Harvard:
Harvard annoverava migliaia di studenti asiatici quando la Del Mundo vi giunse.
Fe del Mundo tornò all'ospedale pediatrico della Harvard Medical School nel 1939, per una borsa di ricerca di due anni. Si iscrisse anche alla Boston University School of Medicine, conseguendo un master in batteriologia nel 1940.

### Pratica medica
Del Mundo tornò nelle Filippine nel 1941, poco prima dell'invasione del paese da parte del Giappone. Si unì alla Croce Rossa Internazionale e si offrì come volontaria per prendersi cura dei bambini nel campo di internamento per stranieri dell'Università di Santo Tomas. Allestì un ospizio improvvisato all'interno del campo e le sue attività la portarono ad essere conosciuta come "L'Angelo di Santo Tomas". Dopo che le autorità giapponesi chiusero l'ospizio nel 1943, alla Del Mundo fu chiesto dal sindaco di Manila León Guinto di dirigere un ospedale pediatrico sotto gli auspici del governo della città. L'ospedale fu successivamente convertito in un centro medico full-care per far fronte alle crescenti perdite subite durante la battaglia di Manila e venne ribattezzato North General Hospital (in seguito, Jose R. Reyes Memorial Medical Center). Del Mundo rimase direttrice dell'ospedale fino al 1948.
Fe del Mundo si unì alla facoltà dell'Università di Santo Tomas, poi dell'Università dell'Estremo Oriente nel 1954. Divenne capo del Dipartimento di Pediatria presso la Far Eastern University - Nicanor Reyes Medical Foundation per più di due decenni. Durante questo periodo fondò la Children's Medical Center Foundation, nel 1957. Fondò anche una piccola clinica pediatrica medica per perseguire la pratica privata e fondò l'Istituto di Salute Materna e Infantile, un'istituzione che forma medici e infermieri.

#### Istituzione del Children's Medical Center
Frustrata dai vincoli burocratici nel lavorare per un ospedale governativo, Del Mundo pensò di fondare un proprio ospedale pediatrico. A tal fine vendette la sua casa e la maggior parte dei suoi effetti personali e ottenne un considerevole prestito dal GSIS (il Government Service Insurance System) per finanziare la costruzione del nuovo centro. Il Children's Medical Center, un ospedale da 107 posti letto situato a Quezon City, fu inaugurato nel 1957 come primo ospedale pediatrico nelle Filippine. L'ospedale fu ampliato nel 1966 attraverso la fondazione dell'Istituto di Salute Materna e Infantile, la prima istituzione del suo genere in Asia.
Nel 1958, Del Mundo passò la proprietà personale dell'ospedale ad un consiglio di amministrazione.
La dottoressa Fe del Mundo visse al secondo piano del Children's Medical Center di Quezon City e continuò a fare giri mattutini nella struttura fino all'età di 99 anni.

#### Istituzione della Children's Medical Center Foundation
Con l'istituzione della Children's Medical Center Foundation, nel 1957, Del Mundo riuscì a portare cure mediche ai cittadini delle aree rurali delle Filippine, che avevano poco o nessun accesso all'assistenza sanitaria. Questa fondazione ha salvato migliaia di bambini attraverso la creazione di cliniche di pianificazione familiare e il trattamento di problemi di salute prevenibili come cattiva alimentazione e disidratazione.

### Ultimi anni e morte
Fe del Mundo fu attiva nella pratica pediatrica fino ad oltre 90 anni. Morì per arresto cardiaco il 6 agosto 2011 e fu sepolta al Libingan ng mga Bayani.
Il suo apporto rivoluzionò la medicina nelle Filippine e consentì numerosi progressi nel campo della pediatria, dall'immunizzazione, al trattamento dell'ittero e alla fornitura di assistenza sanitaria accessibile a innumerevoli famiglie che vivevano in povertà.

## Ricerca e innovazioni
Fe del Mundo è nota per il suo lavoro pionieristico sulle malattie infettive nelle comunità filippine. Senza farsi scoraggiare dalla mancanza di laboratori ben attrezzati nelle Filippine del dopoguerra, inviò senza esitazione campioni di sangue all'estero per farli analizzare. Nel 1950 proseguì gli studi sulla febbre dengue, una malattia comune nelle Filippine di cui si sapeva poco all'epoca. Si dice che le sue osservazioni cliniche sulla dengue e i risultati della ricerca che in seguito intraprese sulla malattia "abbiano portato ad una comprensione più completa della febbre dengue che affligge i giovani". È autrice di oltre un centinaio di articoli, recensioni e rapporti su riviste mediche, su malattie come la dengue, la poliomielite e il morbillo. È anche autrice di Textbook of Pediatrics, un testo medico fondamentale utilizzato nelle scuole mediche filippine.
Del Mundo fu attiva nel campo della salute pubblica, con particolare attenzione alle comunità rurali. Organizzò squadre di estensione rurale per consigliare le madri sull'allattamento al seno e sulla cura dei bambini e fu promotrice dell'idea di collegare gli ospedali alla comunità attraverso l'immersione pubblica di medici e altro personale medico, per consentire un maggior coordinamento tra gli operatori sanitari e il pubblico per programmi sanitari comuni come l'immunizzazione e la nutrizione. Richiese una maggiore integrazione delle ostetriche nella comunità medica, considerando la loro presenza più visibile all'interno delle comunità rurali. Nonostante il suo devoto cattolicesimo, fu una sostenitrice della pianificazione familiare e del controllo della popolazione.
Del Mundo è anche nota per aver ideato un'incubatrice fatta di bambù, progettata per l'uso nelle comunità rurali senza energia elettrica.

## Premi e riconoscimenti
Nel 1980 Fe del Mundo è stata nominata Scienziata Nazionale delle Filippine, la prima donna filippina a ricevere tale titolo.
Tra le onorificenze internazionali conferite alla Del Mundo figurano l'Elizabeth Blackwell Award per l'Eccezionale Servizio all'Umanità, consegnato nel 1966 dagli Hobart and William Smith Colleges, e la nomina come Eccezionale Pediatra e Umanitaria dalla International Pediatric Association nel 1977. Sempre nel 1977 la Del Mundo fu insignita del Ramon Magsaysay Award per il Servizio Pubblico.
La dottoressa Fe del Mundo è stata membro onorario dell'American Pediatric Society e consulente dell'Organizzazione Mondiale della Sanità.
Nel 2008 ha ricevuto il Premio Beata Teresa di Calcutta della AY Foundation.
Il 22 aprile 2010, la presidentessa Gloria Macapagal-Arroyo le ha conferito l'Ordine di Lakandula con il grado di Bayani al Palazzo Malacañan.
Postumo, nel 2011, le è stato conferito il Gran Collare dell'Ordine del Cuore d'Oro dal Presidente Benigno Aquino III.
Il 27 novembre 2018, un Doodle di Google è stato visualizzato per celebrare il 107º compleanno della Del Mundo.